# Judite Botafogo
Judite Maria Botafogo Santana da Silva, mais conhecida como Judite Botafogo (Lagoa do Carro, 23 de Outubro de 1956), é uma política brasileira filiada ao Partido da Social Democracia Brasileira (PSDB). É a primeira mulher negra a ser eleita prefeita na história do Estado de Pernambuco, exercendo o cargo durante três mandatos no município de Lagoa de Carro, sendo eleita no ano de 2016 e reeleita em 2020, ano em que foi eleita com 5.756 votos.
Além disso, Judite também é professora universitária, escritora e pesquisadora, além de ser especialista em Língua Portuguesa, Mestre e Doutora em Teoria Literária pela Universidade Federal de Pernambuco (UFPE).
Entre os programas implantados por Judite no município, em seu segundo mandato, estão uma assistência judiciária voltada, sobretudo, para as mães, e a formação de um núcleo jurídico exclusivo para o atendimento de casos de violência contra a mulher. Por essas iniciativas, dentre outras, a gestão de Judite Botafogo recebeu em 2017 o prêmio “Prefeitura Amiga da Mulher”, promovido pela Assembleia Legislativa de Pernambuco (ALEPE).